# Danzón (film)
Danzón è un film del 1991 diretto da María Novaro.
Fu presentato alla Quinzaine des Réalisateurs del 44º Festival di Cannes.

## Trama
Julia è una telefonista di Città del Messico che ha solo tre cose nella vita: il lavoro, sua figlia e il danzón. Ogni settimana Julia frequenta la pista da ballo del "Salón Colonial" con il suo partner di ballo, Carmelo. La vita di Julia cambia quando Carmelo sparisce e lei decide di andare a cercarlo a Veracruz.

## Riconoscimenti
- Seminci 1991
  - Premio per la miglior attrice (María Rojo)